# Китобой (фильм)
«Китобой» — российский драматический фильм режиссёра Филиппа Юрьева, вышедший на экраны в 2020 году. Две главные роли в фильме исполнили непрофессиональные актёры. Снимался в посёлке Лорино Чукотского района с участием реальных жителей поселка. Получил главный приз в программе Venice Days от молодёжного жюри 77-го Венецианского кинофестиваля и ряд наград 31-го кинофестиваля «Кинотавр».

## Сюжет
Главный герой фильма — чукотский подросток Лёшка, который влюбляется в девушку из эротического видеочата, живущую в американском Детройте, и решает переплыть на лодке Берингов пролив, чтобы встретиться с ней. На маленьком диком острове ему встречается американский пограничник, который обещает довезти его до Америки. В итоге это оказывается обманом: американец переправляет Лёшку обратно на Чукотку.

## В ролях
- Владимир Онохов — Лёшка
- Кристина Асмус — Hollysweet_999
- Владимир Любимцев — Колян
- Николай Татато — дед
- Арье Вортхальтер — американский пограничник

## Релиз и оценки
Премьера «Китобоя» состоялась в сентябре 2020 года на 77-м Венецианском кинофестивале. Фильм получил приз в программе «Дни авторов» от молодёжного жюри. На 31-м кинофестивале «Кинотавр» картина получила приз за лучшую режиссуру и диплом Гильдии киноведов и кинокритиков, а исполнитель главной роли Владимир Онохов получил награду за лучшую мужскую роль. В 2021 году «Китобой» был отмечен главной наградой Трансильванского кинофестиваля.
Антон Долин, главный редактор журнала «Искусство кино», в атмосфере и героях фильма находит пересечения с линчевским миром «Твин Пикса», описывая фильм как необычный кинороман взросления, сочетающий трепетную нежность с грубостью северных реалий. Алексей Филиппов увидел параллели с «Моби Диком» Германа Мелвилла («история о рисковой одержимости, замещающей смысл жизни») и «Левиафаном» Андрея Звягинцева. Рецензент «Ведомостей» тоже сравнил «Китобоя» с «Левиафаном», заявив, что «реальность» первого превосходит «натужный символизм» второго.
Обозреватель «Фильм.ру» охарактеризовал «Китобоя» как «смешной, меланхоличный или по-странному величественный в финале» фильм, в котором, однако, «всё как-то не клеится с общим нарративом».